# Свистящая цапля
Свистящая цапля (лат. Syrigma sibilatrix) — вид околоводных птиц из семейства цаплевых, выделяемый в одноимённый монотипический род (Syrigma).

## Описание
Свистящая цапля имеет средние для цапель размеры, общая длина её тела составляет от 53 до 64 см, масса от 521 до 546 г. Южный, номинативный подвид S. s. sibilatrix крупнее северного S. s. fostersmithi, но имеет более короткий относительно длины тела клюв. Бока головы, шея и грудь у обоих подвидов в основном белые, но кажутся тёмно-желтыми либо золотистыми из-за порошка пудреток или секрета копчиковой железы. Спина и крылья сизо-серые, поясница, брюхо и хвост белые. У свистящих цапель южного, номинального подвида верх головы и удлиненные перья на затылке, длина которых достигает до 4 см, черные, а верхние кроющие перья крыльев светло-коричневого цвета. У северного подвида верх головы и удлиненные перья синевато-серые, а верхние кроющие крыла — коричнево-желтые. Клюв розовый, у самого основания от синего до фиолетового цвета, дистальная треть клюва чёрного цвета. Ноги сравнительно короткие, зеленоватые. Неоперенный участок кожи вокруг глаз и возле надклювья яркого голубого цвета.
Молодые птицы похожи на взрослых, но имеют более бледную окраску: верх головы светлее, шея белая, грудь светло-серая.
В отличие от других цапель, в полете у неё быстрые, похожие на утиные, взмахи крыльев и обычно она не втягивает полностью шею.
Свое название свистящая цапля получила за наиболее часто издаваемый ею крик, который разные авторы описывают как «громкий, похожий на звук флейты свистящий звук, примерно передаваемый как „клиии-и“», или «высокий, пронзительный, „жалобный“ свист, который птица часто повторяет или издает сериями „уииии, уииии, …“», или «оригинальный, далекий, мелодичный свист, который можно передать как „кии, кии, кии“». Она также может издавать медленный, протяжный свист при взлёте. При тревоге издает резкое «квах-х-х».

## Ареал и места обитания
Свистящая цапля обитает на открытых либо поросших редколесьем сезонно затапливаемых равнинах тропиков и субтропиков Южной Америки. При этом она избегает густых лесов, поэтому её ареал разделен на две части — южнее и севернее Амазонии. Эти субареалы населяют два разных подвида свистящей цапли. Подвид Syrigma sibilatrix fostersmithi обитает в льянос, обширных тропических сезонно затапливаемых равнинных саваннах и степях, расположенных севернее бассейна Амазонки и охватывающих север и центральную часть запада Венесуэлы и северо-восток и центр Колумбии. Однако бо́льшая часть ареала свистящей цапли находится южнее Амазонии и охватывает обширную территорию от затапливаемых саванн Льянос-Мохос на севере Боливии через юг Бразилии, включая регион Пантанал, до юга Бразильского плоскогорья, простираясь дальше на юг до южных окрестностей залива Ла-Плата на северо-востоке Аргентины, включая экорегион Гран-Чако и северную часть Пампасов. Здесь обитает номинативный подвид Syrigma sibilatrix sibilatrix. Встречается свистящая цапля в основном на равнинах, до высоты 500 м над уровнем моря, однако в Венесуэле отмечалась и на высотах до 2300 м.
В некоторых частях своего ареала, например, на северо-востоке Венесуэлы, свистящая цапля совершает сезонные миграции, улетая оттуда на период с ноября по январь. В то же время в других, например, на северо-востоке Аргентины, она держится оседло.
Обитает в сезонно затапливаемых саваннах, на самых разных открытых заболоченных или мелководных участках. Однако при этом в сухих травянистых местностях встречается чаще, чем другие цапли. Поскольку она гнездится на деревьях, ей особенно нравятся районы, где открытые участки смешаны с лесными участками. Не избегает изменённых человеком ландшафтов, таких как пастбища и обочины дорог, и часто садится на столбики заборов. Встречается на вырубках и некоторых сельхозугодьях.
В пределах своего ареала распространена неравномерно, однако на многих территориях является обычным видом.

## Питание
Охотится на различных мелких наземных и болотных животных, которых она может поймать. Известны случаи клептопаразитизма, в частности отбора добычи у южномексиканского сокола. Кормятся обычно поодиночке или парами, но иногда встречаются группами до 100 особей, особенно перед ночевкой. При охоте цапля чаще всего держится неподвижно, либо очень медленно ходит. Однако при преследовании добычи может активно двигаться, даже бегать за добычей, а также ловить летающих насекомых, в особенности стрекоз. При этом может достаточно близко подпустить к себе человека.

## Размножение
Свистящая цапля гнездится в одиночку, в отличие от большинства цапель, гнездящихся колониями. Она может строить гнездо на высоких деревьях, таких как араукария. Одно гнездо в Аргентине было построено на эвкалипте на высоте около 4 метров. Яйца бледно-голубого цвета с крапчатым рисунком, размером около 4,7 × 3,6 см, в кладке обычно три или четыре яйца. Насиживание длится около 28 дней. Птенцы оперяются через 42 дня после вылупления. Выживаемость яиц составляет около 28 %, а выживаемость птенцов — 40 %. Одна из частых причин их гибели — разрушение гнёзд во время штормов. Обычно до стадии слётка доживает только два птенца. В отличие от большинства видов цапель, свистящие цапли ухаживают за птенцами и после их выхода из гнезда. Птенцы выпрашивают корм, издавая шипение в позе с опущенными крыльями.

## Фото

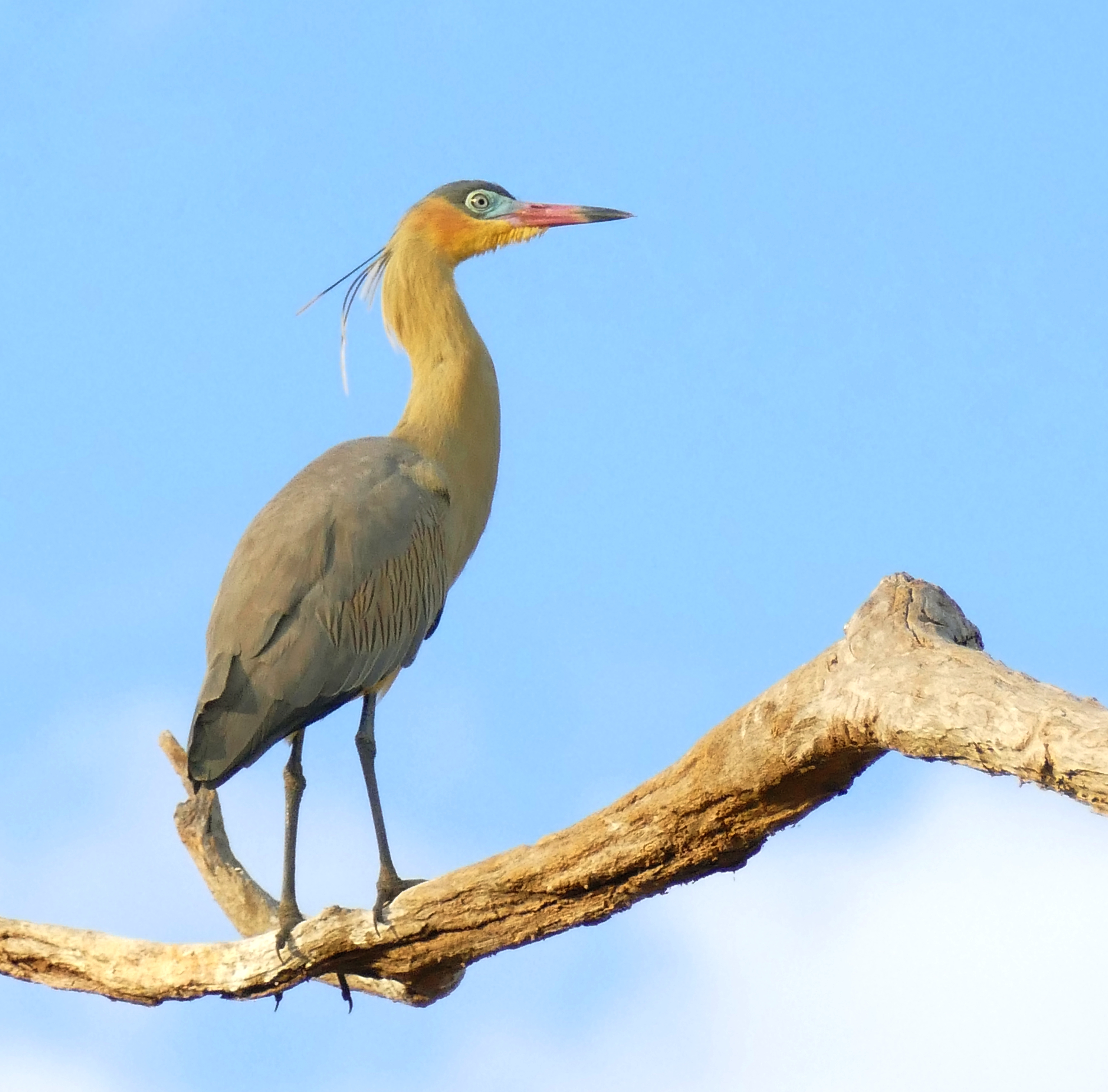
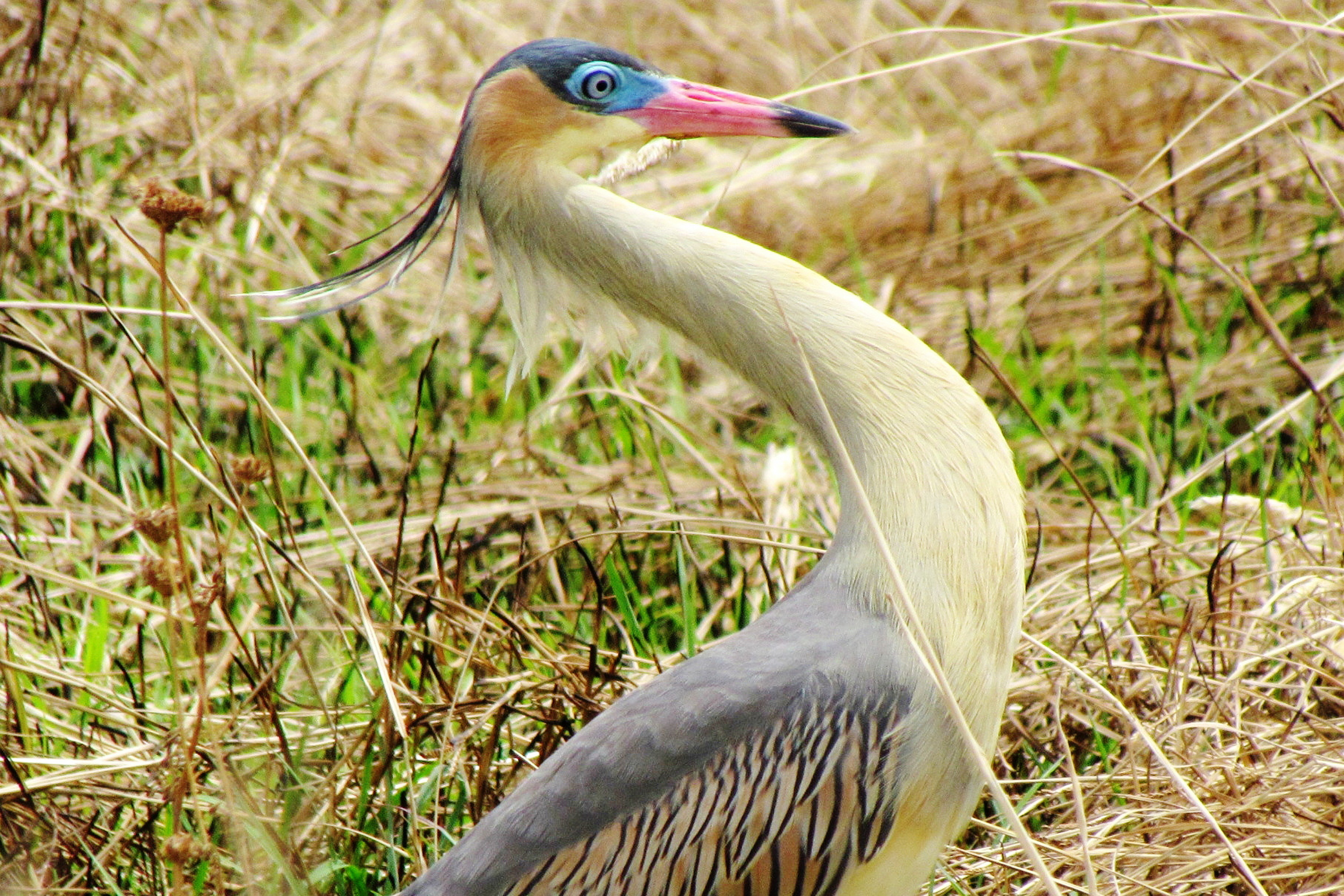
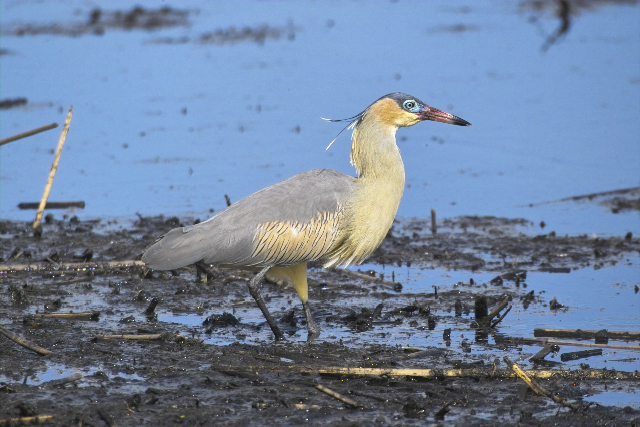
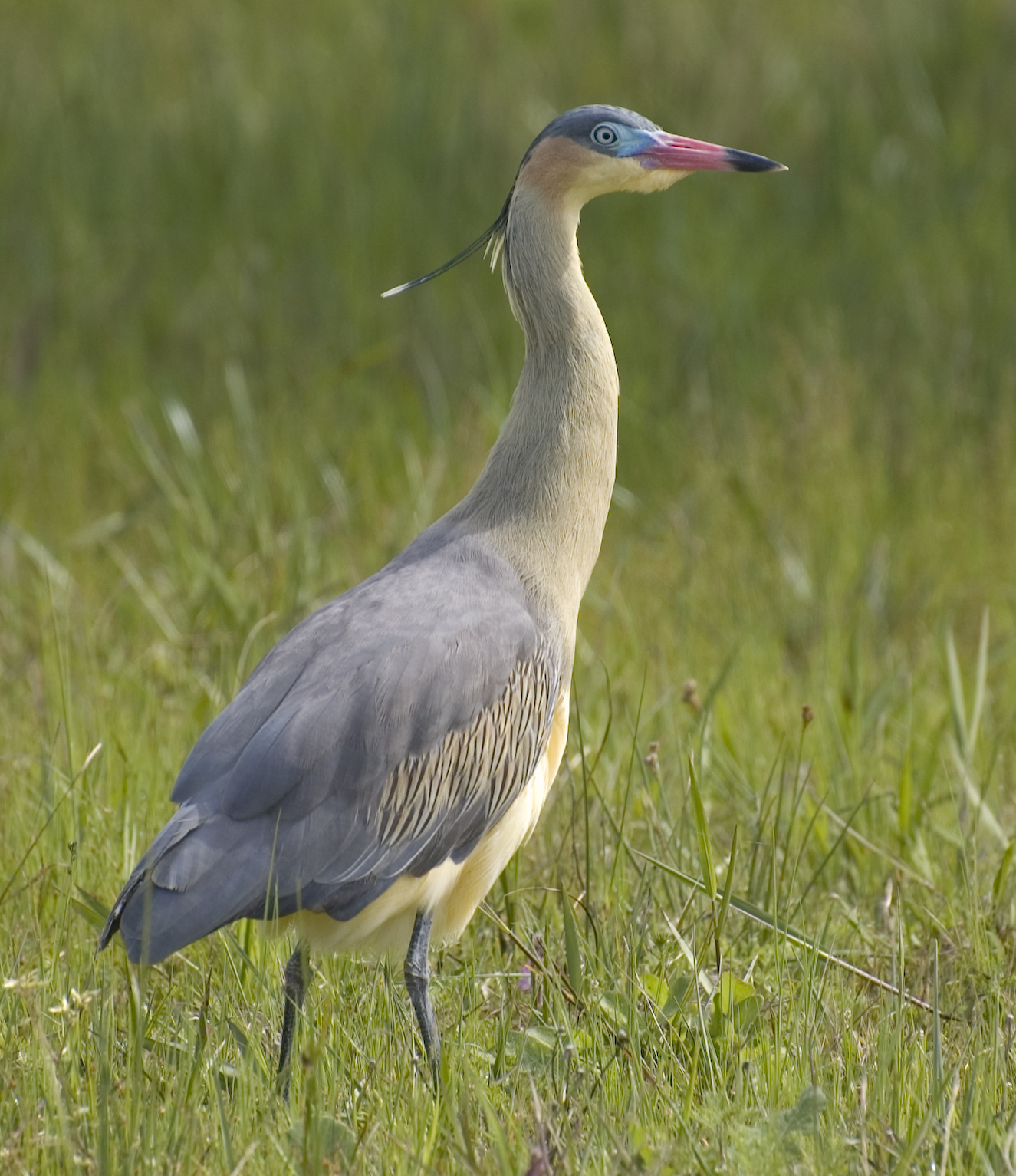
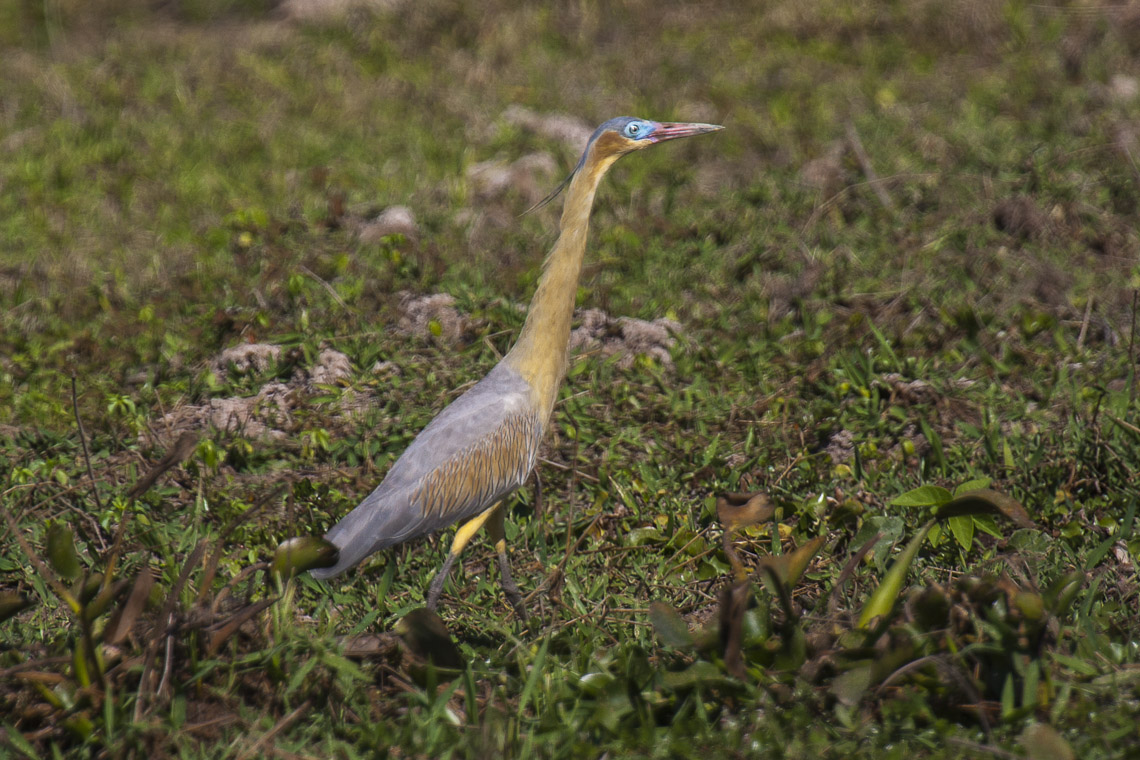
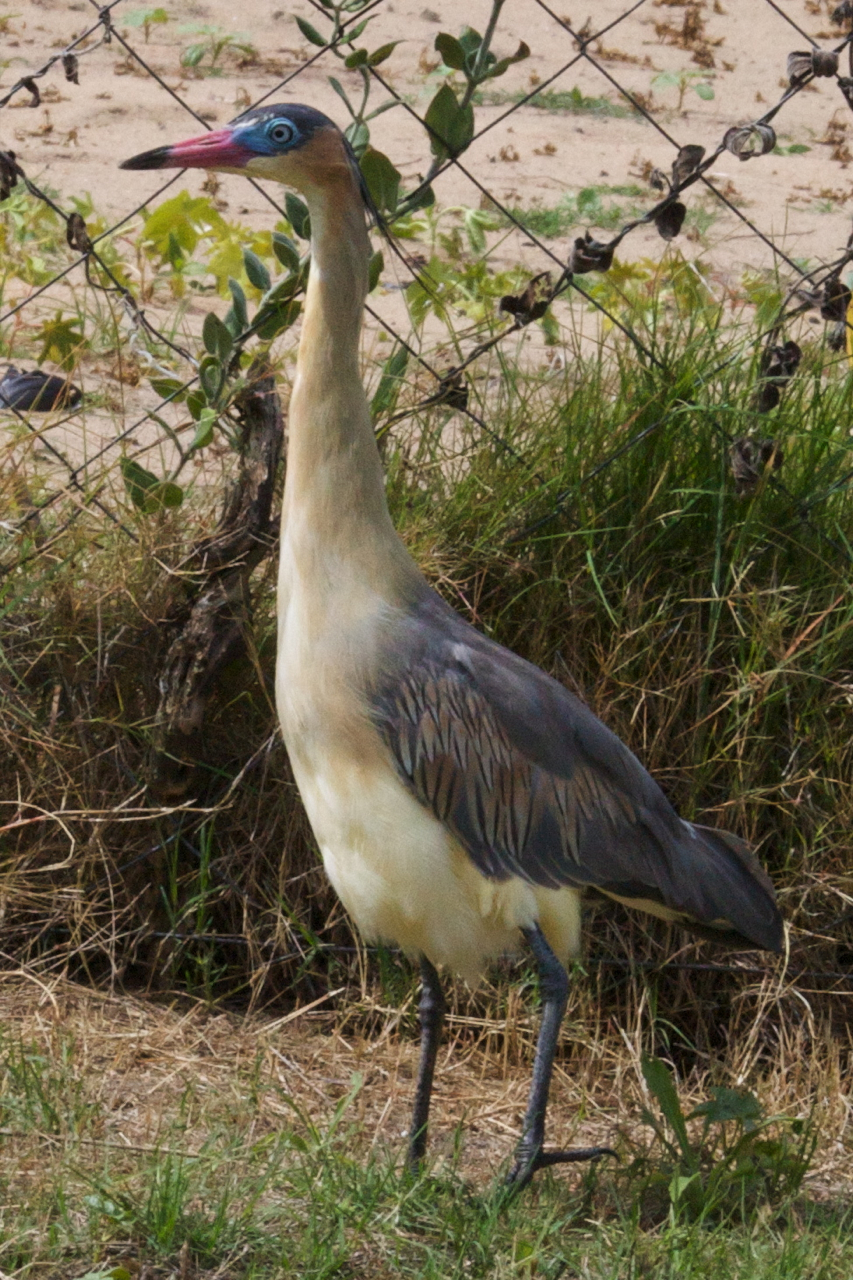
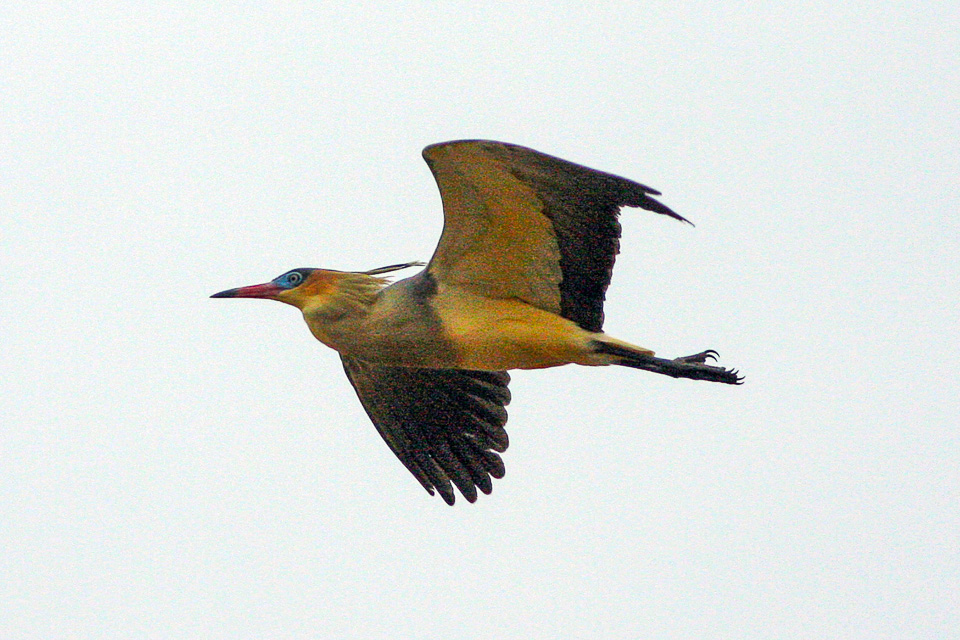
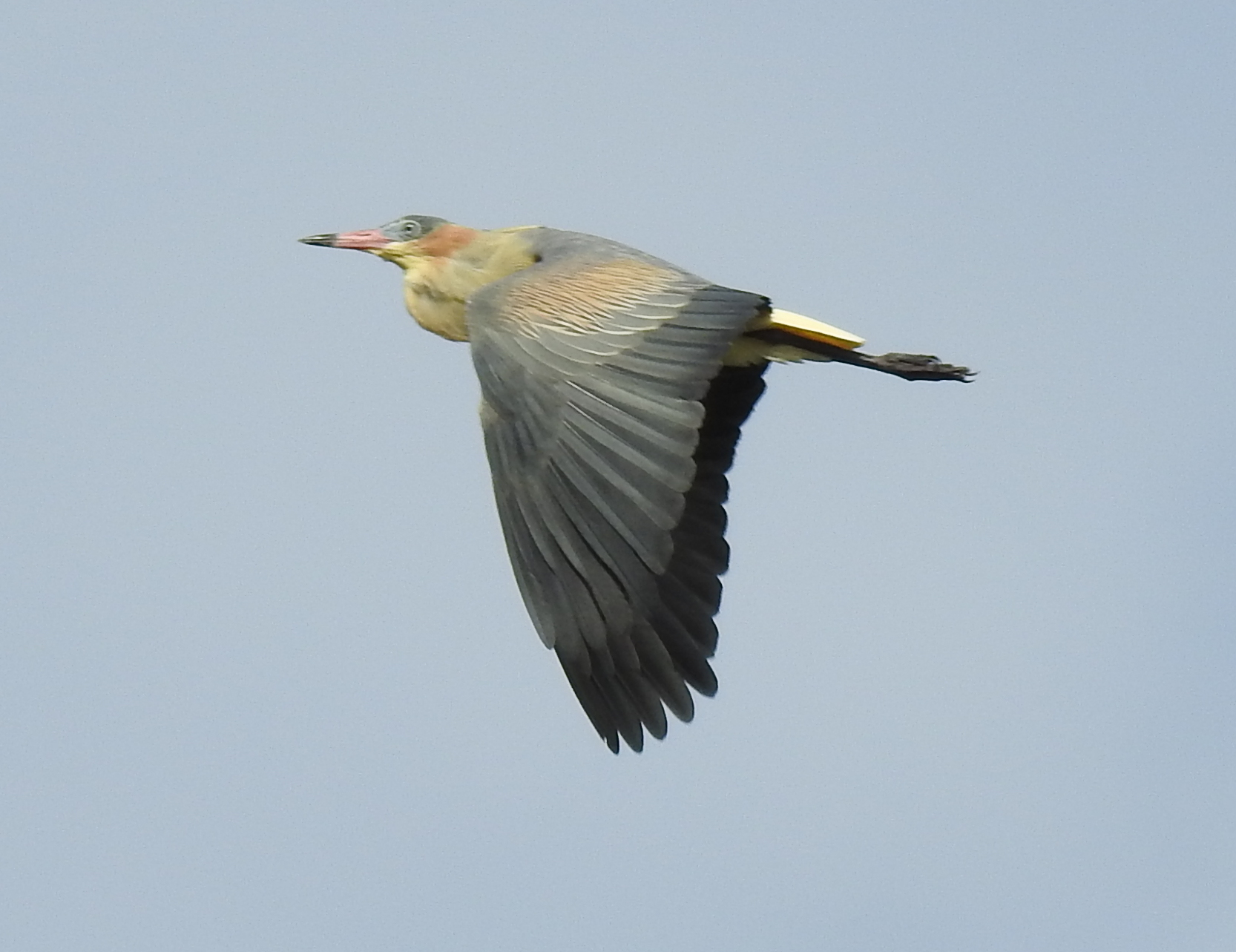